# رازوان پتکو
رازوان پتکو (به انگلیسی: Răzvan Petcu) (زادهٔ ۱۰ مهٔ ۱۹۷۳) شناگر اهل رومانی است.